# Gran Premio de Portugal (ciclismo)
El Gran Premio de Portugal (oficialmente: Grand Prix du Portugal) fue una competición ciclista profesional por etapas que se disputaba en Portugal, el último fin de semana del mes de marzo.
Comenzó a disputarse en 2007 formando parte del UCI Europe Tour, dentro de la categoría 2.Ncup (última categoría del profesionalismo puntuable para la Copa de las Naciones UCI creada ese mismo año) con el nombre de Gran Premio de Portugal. Ya en su última edición, en 2010, cambió de denominación pasándose a llamar oficialmente Troféu Cidade da Guarda-GP Portugal.
Siempre tuvo 3 etapas.
Estuvo organizada por Lagos Sports.

## Palmarés
| Año  | Ganador         | Segundo         | Tercero           |
| ---- | --------------- | --------------- | ----------------- |
| 2007 | Vitor Rodrigues | Tiago Machado   | Gašper Švab       |
| 2008 | Vitor Rodrigues | Anthony Roux    | Rein Taaramäe     |
| 2009 | Sergio Henao    | Ricardo Vilela  | Rasmus Guldhammer |
| 2010 | Tom Dumoulin    | Nélson Oliveira | Gregory Brenes    |

## Palmarés por países
| País         | Victorias |
| ------------ | --------- |
| Portugal     | 2         |
| Colombia     | 1         |
| Países Bajos | 1         |